# Rathaus Pulkau

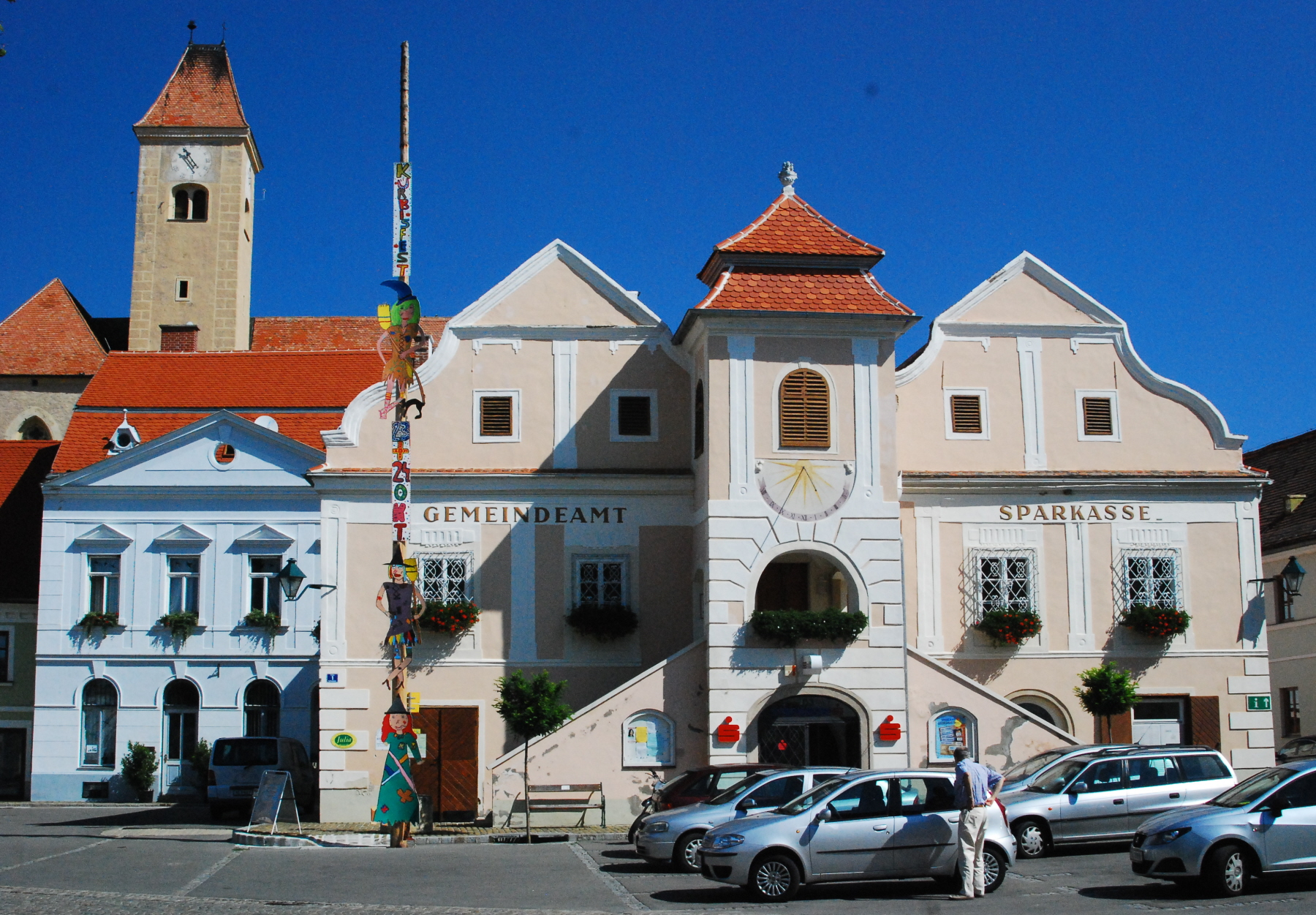
Rathaus von Pulkau

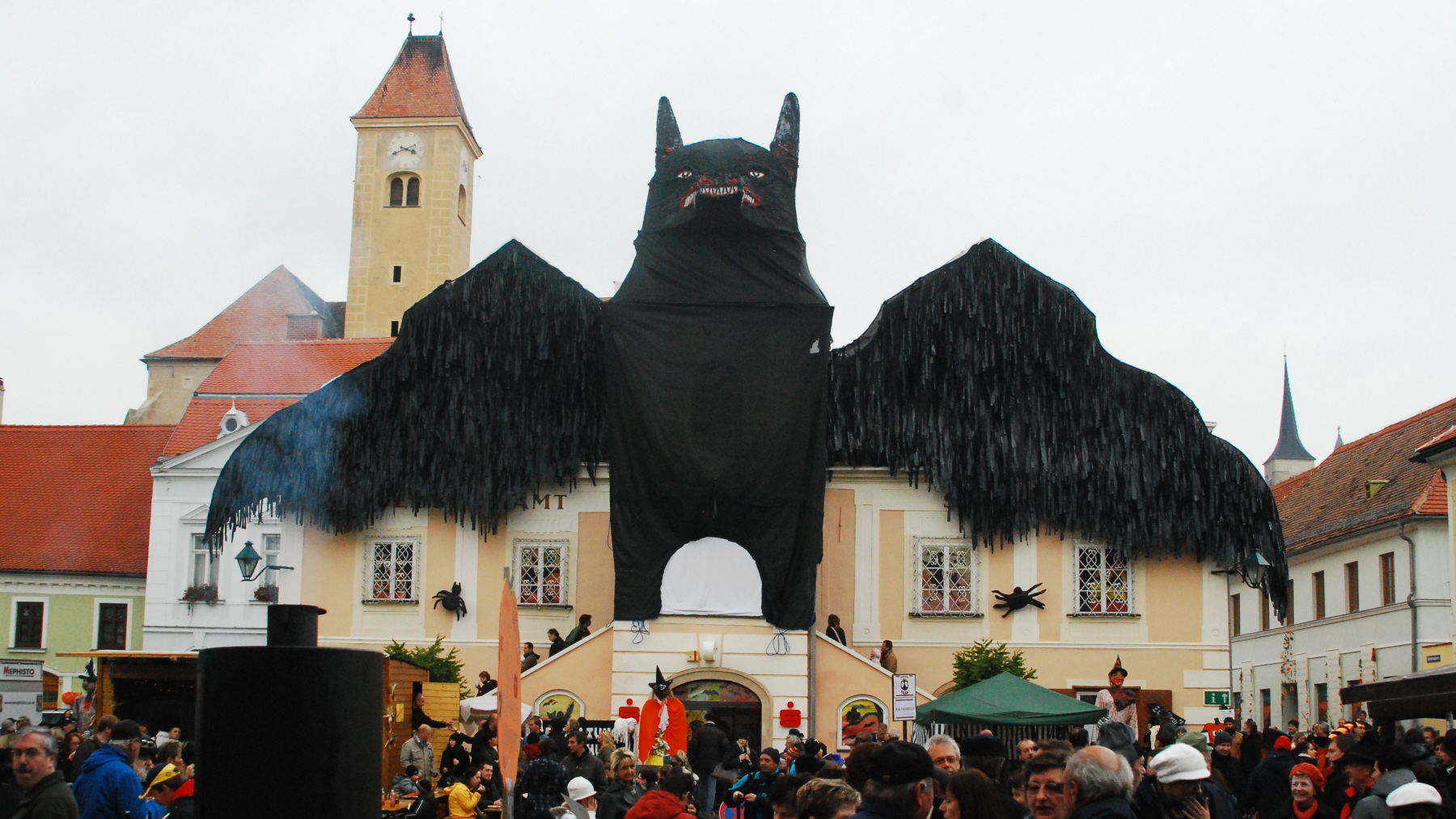
Verkleidung während des Kürbisfestes 2010

Das Rathaus von Pulkau ist ein unter Denkmalschutz (Listeneintrag) stehendes Gebäude in Niederösterreich.

## Beschreibung
Das zweigeschoßige Rathaus von Pulkau wurde 1659 errichtet. Zwischen den beiden Seitenflügeln, die mit der Giebelfront zum Rathausplatz stehen, befindet sich ein aus der Hauptfront vorspringender Mittelturm. Zum ersten Stockwerk des Rathausturms führen rechts und links freistehende Treppen. Die Fassaden werden durch Lisenen und Parapetfelder im spätbarocken Stil gegliedert.
Im Erdgeschoß des Turmes befindet sich eine Pfeilerhalle mit Netz- und Kreuzgratgewölben, das Obergeschoß wurde mit einem Stichkappentonnen- und Kreuzgratgewölbe ausgeführt.
Der Sitzungssaal ist mit einer aus der Mitte des 17. Jahrhunderts stammenden profilierten Holzbalkendecke ausgestattet.